# Abdullah Ahmad Badawi
Pour les articles homonymes, voir Badawi.
Abdullah Ahmad Badawi (né le 26 novembre 1939 à Bayan Lepas (État de Penang, Établissements des détroits, Malaisie britannique) et mort le 14 avril 2025 à Kuala Lumpur (Malaisie)) est un diplomate et homme d'État malais. Il est le 5e Premier ministre de l'histoire du pays, du 31 octobre 2003 au 3 avril 2009. 
Il est le président de l'Organisation nationale des Malais unis (UMNO), le plus grand parti politique du pays, et ancien vice-Premier ministre et ministre de l’Intérieur.

## Biographie

### Origines
Son père, Ahmad Badawi, est un éminent religieux et membre de l'UMNO. Abdullah est un ancien élève de la Bukit Mertajam High School (en). Il obtient un baccalauréat ès arts en études islamiques de l'université de Malaya en 1964.
Après avoir obtenu son diplôme, il rejoint la fonction publique. Il est directeur de la jeunesse au ministère de la Jeunesse et des Sports, ainsi que secrétaire du Conseil national des opérations (en) (MAGERAN). Il démissionne en 1978 pour devenir le député de sa circonscription de Kepala Batas (en), dans le Nord de Seberang Perai, Penang, qu'il représente encore aujourd'hui.

### Carrière politique
Sous le mandat de Mahathir Mohamad, un différend éclate au sein de l'UMNO, parti au pouvoir, et elle est divisée en deux camps : d'un côté, les loyalistes pro-Mahathir, de l'autre, les sympathisants de l'ancien ministre des Finances, Tengku Razaleigh Hamzah (en), et de l'ancien vice-Premier ministre Musa Hitam (en). Mahathir l'emporte, ce qui conduit à l'exclusion de Tengku Razaleigh Hamzah de la nouvellement créée l'UMNO (Baru). Abdullah est un proche partisan de Musa Hitam et, en conséquence, il est limogé en tant que ministre de la Défense.
Abdullah rejoint l'UMNO (Baru), en 1988, un en 1990, conservé son siège de vice-président. Dans le remaniement du gouvernement de 1991, Abdullah Ahmad Badawi fait son retour dans le cabinet comme ministre des Affaires étrangères. Il occupe ce poste jusqu'en 1999. Avant 1998, il est également ministre dans les services du Premier ministre, ministre de l'Éducation, ministre de la Défense et ministre des Affaires étrangères.
À la suite de la révocation d'Anwar Ibrahim, il est nommé vice-Premier ministre et ministre de l'Intérieur.

#### Premier ministre
Abdullah Ahmad Badawi plaide en faveur d'une interprétation moderne de l'islam connu sous le nom de l'Islam Hadhari (en). Son administration met en lumière une relance du secteur agricole.
Dans l'élection générale de 2004, Abdullah Ahmad Badawi accroit la majorité parlementaire, et a gagné le contrôle du gouvernement de l'État du Terengganu. La victoire a été largement considérée comme une approbation de sa vision de l'islam modéré sur le fondamentalisme religieux.
Il est remplacé par Najib Razak à la tête de l'UMNO (United Malays National Organisation) en mars 2009 et au poste de Premier ministre le 3 avril 2009.

#### Politique étrangère
Abdullah Ahmad Badawi est président de l'Organisation de la coopération islamique depuis 2003. Il est également le président de l'ASEAN de 2003 à 2005, ainsi que des pays non alignés, de 2003 à 2006. Abdullah Ahmad Badawi déclare qu'il sera difficile d'arrêter les ambitions nucléaires de la Corée du Nord.

### Famille
Son fils, Kamaluddin Abdullah, fusionne plusieurs sociétés du groupe Scomi pour donner naissance à Syarikat Scomi Precision Engineering Sdn Bhd (SCOPE), groupe qui est impliqué deux ans plus tard dans un trafic d'armes nucléaires à destination de l'Iran et de la Libye.
Le 20 octobre 2005, sa femme, Endon Mahmood (en), meurt d'un cancer du sein. Le 6 juin 2007, il épouse en secondes noces Jeanne Dank lors d'une cérémonie privée.